# ゲイリー・バーナム・ジュニア
ゲイリー・ロバート・バーナム・ジュニア（Gary Robert Burnham Jr., 1974年10月13日 - ）は、アメリカ合衆国コネチカット州出身の元プロ野球選手（内野手、外野手）。

## 来歴
1997年のMLBドラフト22巡目でフィラデルフィア・フィリーズに入団。以後はフィリーズ傘下のマイナーリーグや独立リーグ（ブリッジポート・ブルーフィッシュ）などでプレーしたが、メジャーリーグでの出場はなかった。
2008年は、中華職業棒球大聯盟（CPBL）のLa Newベアーズ（登録名は霸漢）でプレーし、70試合に出場。打率.323、10本塁打、56打点の成績を記録した。
2009年1月16日にチェイス・ランビンと共に千葉ロッテマリーンズと契約を結んだ。登録名はバーナム・ジュニア。スコアボード表記はバーナムJr.。開幕当初は好調で4月終了時点では打率が4割台であったが徐々に調子を落とし、福浦和也の復調もあって出番が減少し最終的には打率.218、4本塁打、22打点に終わってしまったが、代打での打率は3割を超えていた。10月7日、球団から翌シーズンの契約を更新しない旨を通知された。
2010年はイタリア野球リーグ・セリエAのベースボール・ゴードでプレーし、同年限りで現役引退。

## 人物
同郷出身のボビー・バレンタインを尊敬しており、日本入りした際にはバレンタインの肖像画を描いて持ってきた。この事からも分かるように油絵を趣味としており、これにあやかってファンが描いたバーナムJr.のイラストを自身が採点する「バーナム画伯の似顔絵講座」というファンイベントも開催されていた。
ロッテ時代の応援歌はLa Newで使用されていたものを流用していた。

## 詳細情報

### 年度別打撃成績
| 年 度     | 球 団     | 試 合 | 打 席 | 打 数 | 得 点 | 安 打 | 二 塁 打 | 三 塁 打 | 本 塁 打 | 塁 打 | 打 点 | 盗 塁 | 盗 塁 死 | 犠 打 | 犠 飛 | 四 球 | 敬 遠 | 死 球 | 三 振 | 併 殺 打 | 打 率 | 出 塁 率 | 長 打 率 | O P S |
| --------- | --------- | ----- | ----- | ----- | ----- | ----- | -------- | -------- | -------- | ----- | ----- | ----- | -------- | ----- | ----- | ----- | ----- | ----- | ----- | -------- | ----- | -------- | -------- | ----- |
| 2008      | La New    | 70    | 303   | 266   | 42    | 86    | 23       | 0        | 10       | 139   | 56    | 0     | 0        | 3     | 1     | 22    | 3     | 11    | 32    | 10       | .323  | .397     | .523     | .919  |
| 2009      | ロッテ    | 73    | 179   | 147   | 14    | 32    | 7        | 1        | 4        | 53    | 22    | 1     | 0        | 1     | 1     | 20    | 0     | 10    | 37    | 4        | .218  | .348     | .361     | .709  |
| CPBL：1年 | CPBL：1年 | 70    | 303   | 266   | 42    | 86    | 23       | 0        | 10       | 139   | 56    | 0     | 0        | 3     | 1     | 22    | 3     | 11    | 32    | 10       | .323  | .397     | .523     | .919  |
| NPB：1年  | NPB：1年  | 73    | 179   | 147   | 14    | 32    | 7        | 1        | 4        | 53    | 22    | 1     | 0        | 1     | 1     | 20    | 0     | 10    | 37    | 4        | .218  | .348     | .361     | .709  |

### 記録
CPBL
- 初出場・初先発出場：2008年3月17日、対統一セブンイレブン・ライオンズ1回戦（台南市立野球場）
- 初安打・初打点：同上
- 初本塁打：2008年3月23日、対統一セブンイレブン・ライオンズ3回戦（澄清湖野球場）、林正豐から2ラン

NPB
- 初出場：2009年4月4日、対埼玉西武ライオンズ2回戦（千葉マリンスタジアム）、5回裏にベニー・アグバヤニの代打として出場
- 初打席：同上、5回裏に許銘傑から一塁ゴロ
- 初安打：2009年4月7日、対北海道日本ハムファイターズ1回戦（東京ドーム）、9回表に武田久から中前安打
- 初先発出場：2009年4月8日、対北海道日本ハムファイターズ2回戦（東京ドーム）、7番・指名打者として先発出場
- 初打点：2009年4月26日、対埼玉西武ライオンズ6回戦（西武ドーム）、1回表にジョン・ワズディンから右犠飛
- 初本塁打：2009年4月29日、対オリックス・バファローズ5回戦（千葉マリンスタジアム）、9回裏に金子千尋から右越3ラン

### 背番号
- 21 （2008年）
- 46 （2009年）